# 雷日基
51°36′44″N 31°10′2″E / 51.61222°N 31.16722°E
雷日基（烏克蘭語：Рижики），是烏克蘭北部切爾尼希夫州切爾尼希夫區新比洛乌斯市镇的村落。始建於1880年，面積0.37平方公里，海拔高度138米，2001年人口117，人口密度每平方公里314.5人。